# Андреевка (Краснодонский район)
Андреевка (укр. Андріївка) — село в Краснодонском районе Луганской области Украины. Под контролем самопровозглашённой Луганской Народной Республики. Входит в Новоанновский сельский совет.

## География
Село расположено на реке под названием Луганчик (приток Северского Донца). Соседние населённые пункты: Первозвановка (выше по течению Луганчика) на юго-западе, Глубокое и Красный Яр на юге, посёлок Семейкино на юго-востоке, Самсоновка на востоке, Придорожное на северо-востоке, Красное и Новоанновка (выше по течению Луганчика) на севере.

## Население
Население по переписи 2001 года составляло 13 человек.

## Общие сведения
Почтовый индекс — 94471. Телефонный код — 6435. Занимает площадь 2,2 км². Код КОАТУУ — 4421485502.

## Местный совет
94470, Луганская обл., Краснодонский р-н, с. Новоанновка, ул. Советская, д. 34